# 字彙
『字彙』（じい）は、中国の漢字字典。明の万暦43年（1615年）、梅膺祚（ばいようそ）によって編纂された。本文は子丑寅卯辰巳午未申酉戌亥の12巻に分かれ、首巻と巻末を合わせて14巻に33179字を収めている。
現在の画数順に214部首を並べる形は、『字彙』によって初めて行われた。『字彙』は部首の配列順及びその部首に属する漢字の配列順をすべて画数順とした画期的な字書である。本書の出現によって字書による漢字の検索は以前に比べて極めて容易になった。この方式はその後、『正字通』『康熙字典』に受け継がれ、現在の日本の漢和辞典の大半はこの方式を元にして漢字を配列している。
『字彙』は明代には流行した字典であったが、より優れた『康熙字典』が出現するとあまり使われなくなった。

## 成立
梅膺祚は宣城（今の安徽省）の人で、字を誕生といったが、詳しい経歴はわからない。『字彙』にはいとこの梅鼎祚による序文がつけられており、序に万暦乙卯（1615年）の年が記されているため、それ以前に成立したことがわかる。

## 内容
『字彙』の部首は現在の字典と同じ214部首となっており、『説文解字』の540部首、『玉篇』の542部首にくらべて非常に少なくなっている。小川環樹によると、214部首は『五音篇海』の444部首を併合してできたものであり、『篇海』にない部首は无部（『龍龕手鑑』に見える）と艮部の2つだけである。後の『康熙字典』でも、部首体系は214部首で、配列順が僅かに異なっているのみである。
画数引きの字典は『字彙』がはじめてではなく、すでに『五音篇海』が一部の部首で画数を使って文字を排列していたが、『字彙』では画数を徹底して採用した。各巻の冒頭にはどの丁数に各部首の何画が収載されているかを記している。
凡例によれば、一般に行われている俗字を含む一方で、『篇海』に見える特殊な文字は収めなかったとしている。
各字には反切と直音の両方で音をつけているが、反切はおおむね『洪武正韻』のものを使っており、日本人にとってはわかりにくい。たとえば「國」の音を「古伯切、觥入声」としているが、日本語で解釈すると音が「カク」になってしまう。各字の説明の文章も基本的に『洪武正韻』のものを使用しており、『洪武正韻』にない文字では多く『古今韻会挙要』による。
首巻には「運筆」（筆順の手引き）「从古」（従うべきでない俗字）「遵時」（従うべき俗字）「古今通用」（古字と俗字のどちらも可のもの）「検字」（総画索引）が附属する。うち「運筆」の項は73字の筆順を収めており、筆順に関しての貴重な資料となっている。
巻末には「弁似」（形が似ていて混同しやすい字）「醒誤」（本来別字であるが混同して使われる字）「韻法直図」「韻法横図」（韻図）が附属する。

## 影響
本書は実用をむねとして作られたため奇字や僻字を収めていないので、これらの文字を補うことを目的として清にはいって呉任臣『字彙補』、張自烈『正字通』が編纂された。

## 関連書
- 長澤規矩也編　『和刻本辞書字典集成　第3巻、第4巻』 汲古書院
- 梅膺祚撰　『字彙・字彙補』 中国・上海辞書出版社